# Izbrisana (Mazzini)
Izbrisana je družbeni roman, slovenskega avtorja Mihe Mazzinija. Lana Zdravković, avtorica dodatnega besedila v knjigi, kjer je še podrobneje razložila kaj je izbris in kdo so izbrisani.
Po romanu je bil posnet tudi celovečerni film z istim  naslovom. Roman je bil preveden in objavljen v enajstih jezikih.

## Vsebina
Izbrisana je zgodba, ki je postavljena v leto 1992 in govori o samski mami Zali Jovanović, ki živi v Ljubljani in je vzgojiteljica predšolskih otrok. Še kot otrok so se s starši iz Srbije preselili v Slovenijo, kjer so si uredili običajno življenje. Je v zadnjem mesecu nosečnosti in ob prihodu v bolnišnico ugotovi, da ni zabeležena v sistemu, vendar se s tem takrat ne ukvarja, ker je prepričana, da gre za napako v računalniku. Po porodu le ugotovi, da nje, niti njenega novorojenega sina ni zabeleženo v sistemu. Direktorica bolnišnice je za tistih nekaj dni bivanja zahtevala povračilo stroškov namestitve. Da bi Zala uredila stvari z dokumenti in denarjem, mora iz bolnišnice, svojega sina pa mora pustiti v bolnišnici. Stvari se zapletejo, ko prispe na upravno enoto, da bi preverili njene dokumente, vendar ji le te vzamejo in preluknjajo. Tako Zala postane izbrisana, kot da ne obstaja. Vso osuplo jo ogovori fant z imenom Nikola, ki ji sporoči, da se je z njim zgodilo enako in ji razloži, kaj pomeni biti izbrisan. Izbrisani so postali vsi tisti ljudje, ki so prihajali iz držav Srbije, Bosne in Hercegovine, Hrvaške in drugih držav in bi ob osamosvojitvi Slovenije morali podati prošnjo za državljanstvo, vendar jih o tem ni nihče obvestil, tako so višji državni organi zahtevali, da se izbrišejo vsi tisti ljudje, ki niso podali prošnje. Poleg vseh zapletov še ugotovi, da želi direktorica bolnišnice njenega sina dati v posvojitev, s čimer se Zala nikakor ne strinja, vendar brez vseh dokumentov bi svojega sina zelo težko dobila nazaj. V obupu pokliče sinovega očeta Marka, ki sicer prihaja iz Amerike in je bil v Sloveniji po službeni dolžnosti. S pomočjo Marka Zala le pridobi državljanstvo Republike Slovenije in posledično je lahko zopet držala v objemu svojega nekaj tednov starega sina.

## Zbirka
Literarna zbirka Goga.

## Ocene
- »Opojna, strastna pisava, v kateri avtor prav razsaja s slogovno in fabulistično navdahnjenostjo. Branje za kadar koli. Branje, ki da misliti nič kaj vesele misli.«[1]
- »Suveren, s svojevrstno vehemenco izpisan roman o izbrisanih.«[2]

## Nominacije
Roman je bil uvrščen med deset finalistov za nagrado kresnik.

## Izdaje in prevodi
- Roman je prvič izšel leta 2014 pri založbi Goga.
- Roman je bil preveden leta 2015 v srbski jezik pri založbi Orion art, prevod Dragana Bojanić Tijardović. (COBISS)
- Leta 2015 je roman izšel tudi v makedonščini pri Goten Publishing, ISBN 978-608-4625-54-4-8, prevod Ivanka Apostolova.
- Leta 2018 je roman izšel v italijanščini pri založbi Bottega errante, ISBN 9788899368197, prevod Miha Obit[4]. (COBISS)
- Leta 2020 je roman izšel v poljščini pri založbi Ezop, ISBN 978-83-65230-60-7, prevod Marlena Gruda[5].
- Leta 2020 je roman izšel v madžarščini pri založbi Metropolis Media Group, ISBN 9786155859984, prevod Gállos Orsolya.[6].
- Leta 2021 je roman izšel v nemščini pri založbi Edition CONVERSO, ISBN 9783982225234, prevod Ann Catrin Bolton.[7].
- Leta 2024 je roman izšel v češčini pri založbi Altenberg, ISBN 978-80-908901-4-5, prevod Aleš Kozár.[8].
- Leta 2024 je roman izšel v ukrajijinščini pri založbi Annetta Antonenko, ISBN 9786175530771, prevod Marijana Klymets.[9]
- Leta 2025 je roman izšel v arabščini pri založbi Arab Publishing and Distribution, ISBN 978961123456789, prevod Basma Mahmoud.[10]